# Consejo Nacional para la Lucha contra la Discriminación
El Consejo Nacional de Lucha contra la Discriminación (en rumano: Consiliul Național pentru Combaterea Discriminării, o CNCD) es un organismo autónomo del Estado controlado por el Parlamento de Rumania que desarrolla su actividad en el ámbito de la discriminación. La CNCD tiene su sede en Bucarest, está dirigido por Csaba Ferenc Asztalos y sus oficinas se encuentran en la plaza Valter Mărăcineanu.
La ley nr. 137/2000 sobre la prevención y sanción de toda forma de discriminación cubre la discriminación basada en: raza, nacionalidad, etnia, idioma, religión, categoría social, creencias, sexo, orientación sexual, edad, discapacidad, condición de VIH / SIDA, la igualdad y libertades fundamentales, etc. Un individuo u otra entidad legal puede presentar un caso de discriminación a la CNCD en el plazo de un año desde la fecha en que se cometió el acto de discriminación. Si se demuestra que ha ocurrido discriminación, el Consejo puede emitir una multa o una advertencia. Si la discriminación se refiere a una persona física, la multa es entre 1.000 y 30.000 RON, si la discriminación se refiere a un grupo de personas o a una comunidad, la multa es entre 2.000 y 100.000 RON. Una queja debe incluir el apellido y el nombre de la persona que presenta la queja, la dirección en la que el interesado desea recibir la respuesta, el número de teléfono para contactar con el interesado, los datos de identificación de la persona acusada de discriminación.